# Henry Howard, 22. Earl of Arundel

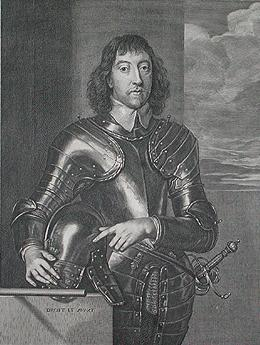
Henry Howard, 22. Earl of Arundel

Henry Frederick Howard, 22. Earl of Arundel, PC (* 15. August 1608; † 17. April 1652 in Arundel House, London) war ein englischer Adliger.

## Leben
Er war der zweite Sohn von Thomas Howard, 21. Earl of Arundel, und Lady Alethea Talbot, der späteren 13. Baroness Furnivall, Tochter des Gilbert Talbot, 7. Earl of Shrewsbury. Der Heilige Philip Howard, 20. Earl of Arundel ist sein Großvater.
Am 4. November 1616 wurde Henry Howard zum Knight of the Bath geschlagen. Von 1628 bis 1629 war er als Abgeordneter für das Borough Arundel Mitglied des englischen House of Commons. 1634 war er Abgeordneter für Callan im irischen House of Commons. Am 10. August 1634 wurde er in den Privy Council für Irland berufen. 1640 war er erneut Abgeordneter für Arundel. Im sich anbahnenden Englischen Bürgerkrieg stellte er sich auf die Seite König Karl I. Dieser berief ihn am 13. April 1640 durch Writ of Acceleration ins House of Lords, wodurch er vorzeitig den nachgeordneten Titel seines Vaters als 15. Baron Mowbray erbte. Im Oktober 1642 nahm er auf Seiten der Royalisten an der Schlacht bei Edgehill teil. Am 1. November 1642 erwarb er an der University of Oxford einen Masterabschluss. 
Beim Tod seines Vaters 1646 erbte er dessen Titel Earl of Arundel, Earl of Norfolk, Earl of Surrey, Earl Marshal, Baron Mowbray und Baron Segrave und wurde zum offiziellen Oberhaupt der Familie Howard.
Er war über seine Mutter auch Heir apparent hinsichtlich der Titel Baron Furnivall, Baron Talbot und Baron Strange of Blackmere, die seine Mutter aus eigenem Recht führte, verstarb aber vor ihr, so dass die Titel beim Tod der Mutter an seinen ältesten Sohn Thomas fielen.

## Familie
Am 7. März 1626 heiratete er Lady Elizabeth Stewart, die Tochter von Esmé Stewart, 3. Duke of Lennox, und hatte mit ihr neun Söhne und drei Töchter:
- Thomas Howard, 5. Duke of Norfolk (1627–1677), starb ohne Erben
- Henry Howard, 6. Duke of Norfolk (1628–1683/84), von ihm stammen der 7. bis 9. Duke of Norfolk ab
- Philip Thomas Howard (1629–1694), römisch-katholischer Kardinal,
- Charles Howard (1630–1713), von ihm stammen der 10. und 11. Duke of Norfolk ab
- Anne Howard
- Catherine Howard
- Talbot Howard
- Edward Howard
- Francis Howard
- Bernard Howard (1641–1717), von ihm stammen der 12. bis zum 18. (heutigen) Duke of Norfolk ab
- Esme Howard (1645–1728), hatte eine Tochter, die unverheiratet starb
- Elizabeth Howard